# Dưa vàng
Dưa vàng là tên của một số giống cây trồng của loài dưa có tên khoa học là Cucumis melo, một loài thuộc họ Cucurbitaceae. Dưa vàng có khối lượng dao động từ 0,5 đến 5 kg (0 đến 11 lb). Ban đầu, thuật ngữ "cantaloupe" chỉ ám chỉ đến các loại dưa có thịt màu cam và không có mạng lưới từ châu Âu, nhưng ngày nay nó có thể ám chỉ đến bất kỳ loại dưa nào có thịt màu cam thuộc loài "C. melo".

## Ý nghĩa từ và nguồn gốc
Tên "cantaloupe" được xuất phát vào thế kỷ 18 thông qua từ tiếng Pháp "cantaloup" từ vùng Cantus của Cantalupo, tiếng Ý (Cantalupo in Sabina), trước đây là một đô thị thuộc quyền quản lý của giáo hoàng gần Rome, sau khi quả dưa được giới thiệu từ Armenia. Quả dưa này được đề cập đầu tiên trong văn học tiếng Anh vào năm 1739. Dưa vàng có khả năng cao là có nguồn gốc từ một vùng từ Nam Á đến Châu Phi. Sau đó, nó được giới thiệu vào châu Âu và vào khoảng năm 1890, trở thành một loại cây trồng thương mại tại Hoa Kỳ.
Từ "melon" có nguồn gốc từ việc sử dụng trong tiếng Pháp cổ "meloun" trong thế kỷ 13, và từ tiếng Latinh trung cổ "melonem", một loại bí ngô. Đây là một trong những cây trồng đầu tiên được thuần hóa và trồng trọt.
Tên gọi spanspek trong tiếng Anh Nam Phi được cho là bắt nguồn từ tiếng Afrikaans "Spaanse spek" (thịt xông khói Tây Ban Nha); theo truyền thống, Sir Harry Smith, thống đốc của Cape Colony vào thế kỷ 19, ăn thịt xông khói và trứng trong bữa sáng, trong khi vợ sinh ra tại Tây Ban Nha của ông, Juana María de los Dolores de León Smith, thích ăn dưa vàng, vì vậy người Nam Phi đã đặt cho loại trái cây mang tên spanspek (thịt xông khói Tây Ban Nha). Tuy nhiên, tên gọi này có vẻ xuất hiện trước gia đình Smith và có từ thế kỷ 18 ở Đông Ấn Hà Lan: J. van Donselaar viết vào năm 1770, "Spaansch-spek là tên gọi cho hình dạng mà sinh trưởng ở Suriname, vì vỏ dày và thịt ít, nên không được tiêu thụ nhiều."

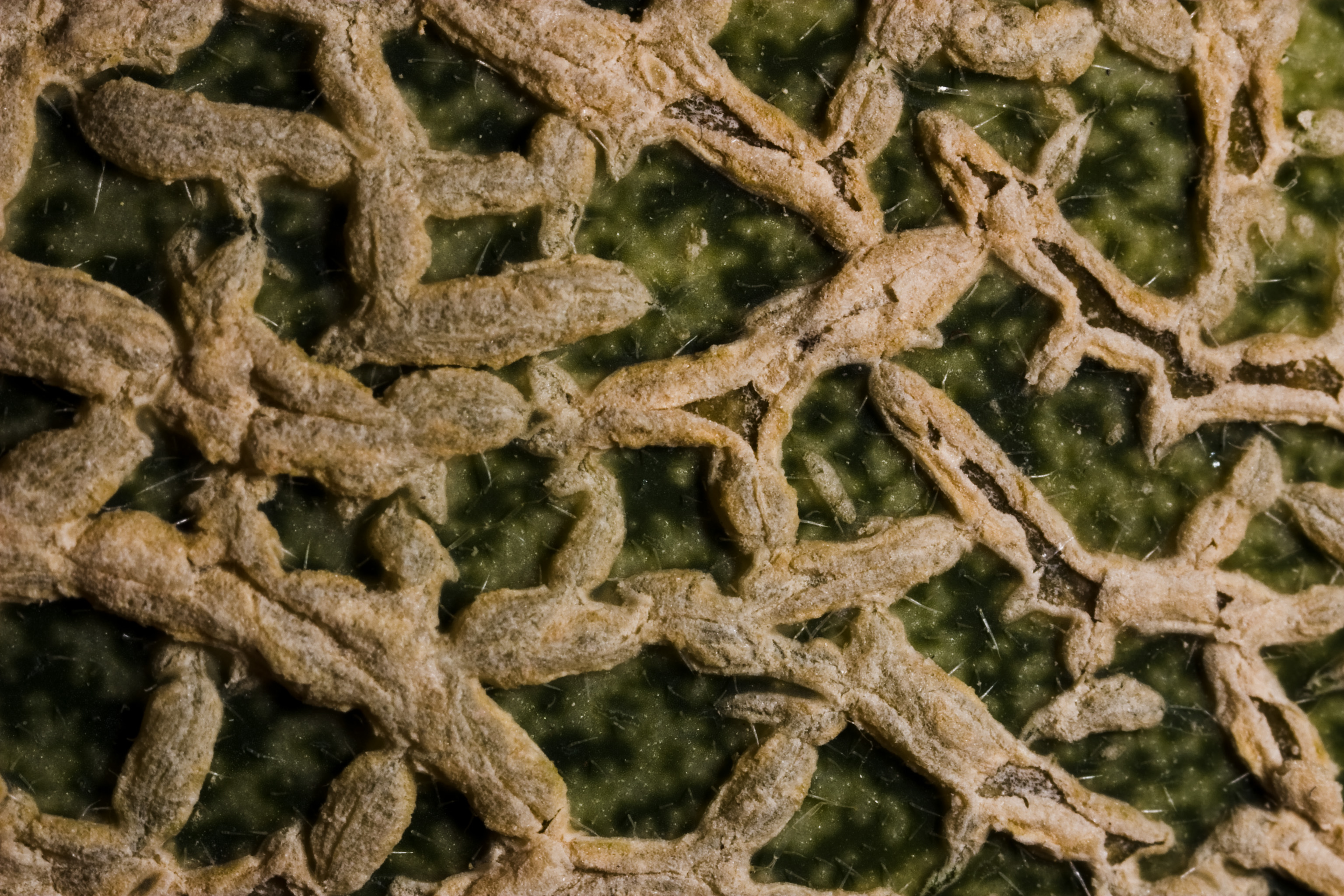
Ảnh Macro bên ngoài vỏ một quả dưa vàng Bắc Mỹ.

Dưa vàng Bắc Mỹ

## Các giống dưa vàng

### Dưa vàng châu Âu
Dưa vàng châu Âu (tiếng Anh: European cantaloupe) được dùng để chỉ loài Cucumis melo cantalupensis. Vỏ quả có gân mờ với thịt và hương vị thơm ngọt, vỏ màu xanh xám trông khá khác với giống dưa vàng Bắc Mỹ.

### Dưa vàng Bắc Mỹ

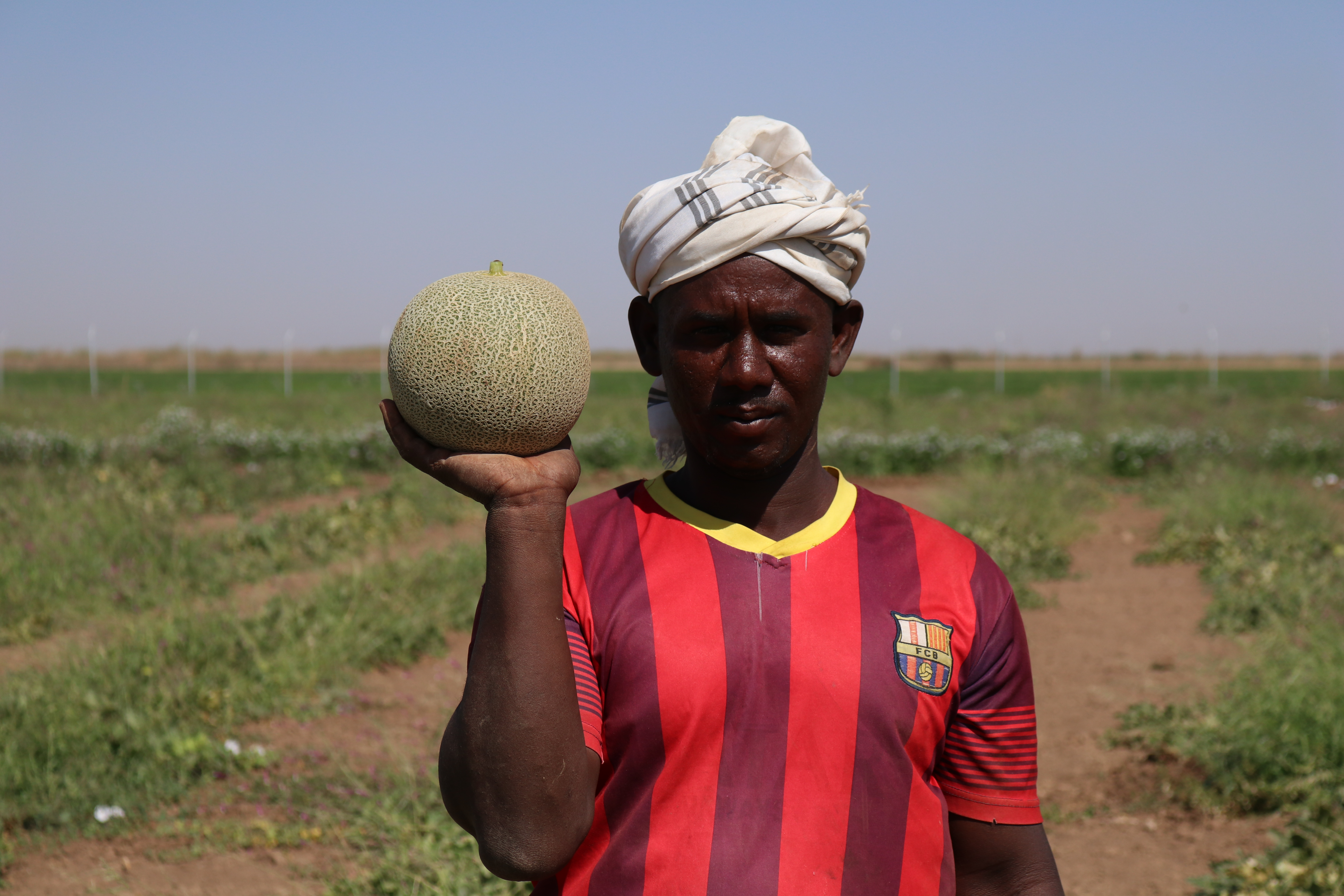
Trồng dưa vàng ở phía nam Khartoum (Sudan).

Dưa vàng Bắc Mỹ (North American cantaloupe, muskmelon hay rock melon) được dùng để chỉ loài Cucumis melo reticulatus. Vỏ quả loại này có dạng lưới, quả hình tròn, thịt quả ngọt. Chúng phổ biến ở Hoa Kỳ, Mexico và một số vùng của Canada, là một giống khác với dưa lưới dù cũng có vỏ dạng lưới.

## Sản xuất
Năm 2016, sản lượng dưa toàn cầu bao gồm cả dưa vàng đạt 31,2 triệu tấn, trong đó Trung Quốc chiếm 51% tổng sản lượng toàn thế giới (15,9 triệu tấn). Các quốc gia trồng dưa vàng quan trọng khác là Thổ Nhĩ Kỳ, Iran, Ai Cập và Ấn Độ, sản xuất lần lượt từ 1 đến 1,9 triệu tấn.
California trồng 75% dưa vàng ở Mỹ.

## Sử dụng
Dưa vàng được ăn tươi hoặc dùng làm món xa lát hay ăn tráng miệng cùng kem lạnh hoặc bánh trứng. Những miếng dưa được bọc trong prosciutto là một món ăn khai vị của người Ý. Hạt có thể ăn được và có thể được sấy khô để sử dụng như một món ăn nhẹ.
Vì bề mặt của dưa đỏ có thể chứa vi khuẩn có hại - đặc biệt là vi khuẩn Salmonella - nên dưa cần được rửa và chà kỹ bên ngoài trước khi gọt vỏ, cắt và tiêu thụ. Trái cây nên được bảo quản lạnh sau khi cắt và tiêu thụ trong vòng ba ngày để ngăn ngừa nguy cơ nhiễm Salmonella hoặc các vi khuẩn gây bệnh khác.
Vào năm 1943, một quả dưa vàng bị mốc ở chợ Peoria, Illinois được phát hiện có chứa chủng nấm mốc có năng suất cao nhất để sản xuất penicillin, sau một cuộc tìm kiếm trên toàn thế giới.

### Dinh dưỡng
Dưa vàng chưa chín chứa 90% nước, 8% cacbohydrat, 0.8% protein và 0,2% chất béo, cung cấp 140 kJ (34 kcal) và 2020 μg beta-Carotene trên mỗi 100 gam. Dưa tươi là một nguồn phong phú (20% hoặc nhiều hơn Giá trị hàng ngày (DV)) vitamin C (44% DV) và vitamin A (21% DV), với các chất dinh dưỡng khác với lượng không đáng kể (dưới 10% DV) (xem bảng).

## Hình ảnh

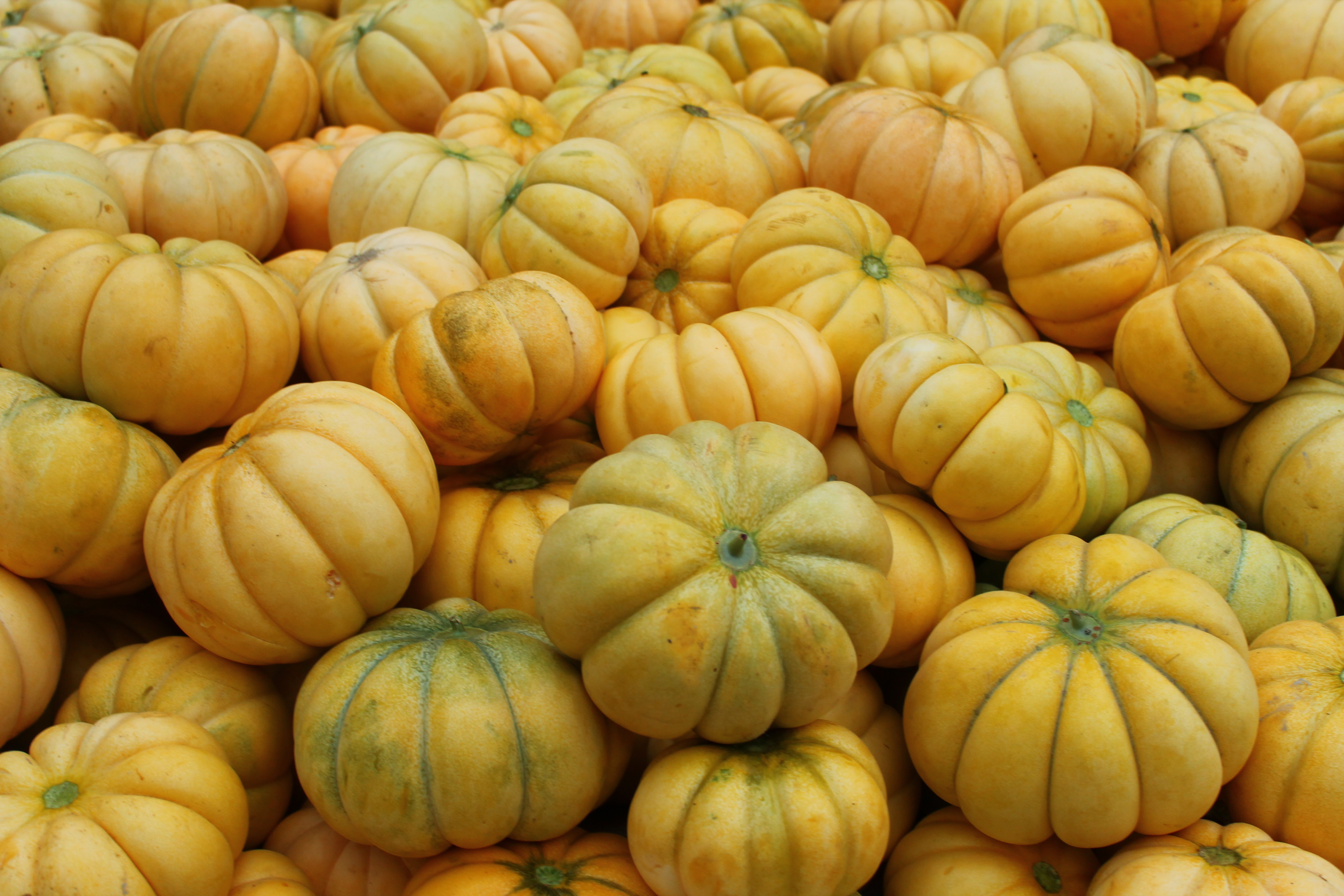
Dưa vàng với gai sâu (Dưa vàng Cantaloupe)
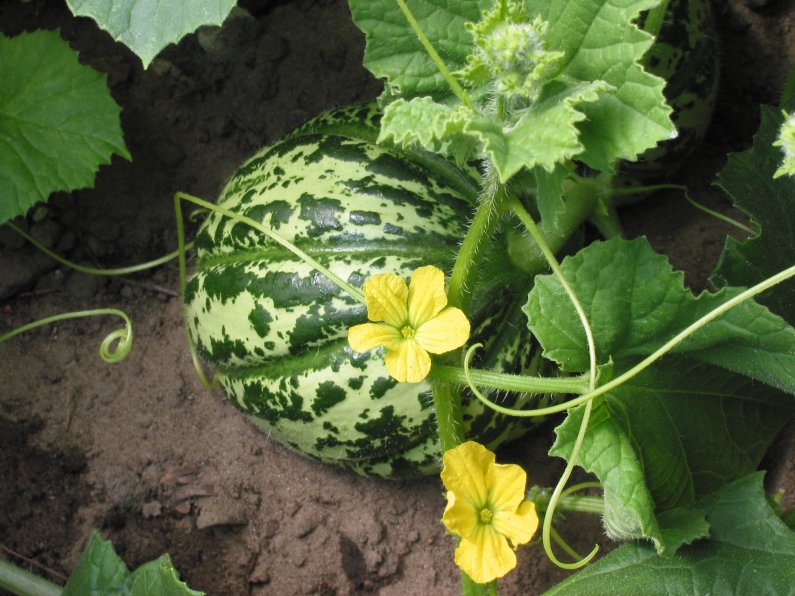
Dưa vàng với gai nhẹ (Dưa vàng Cantaloupe)
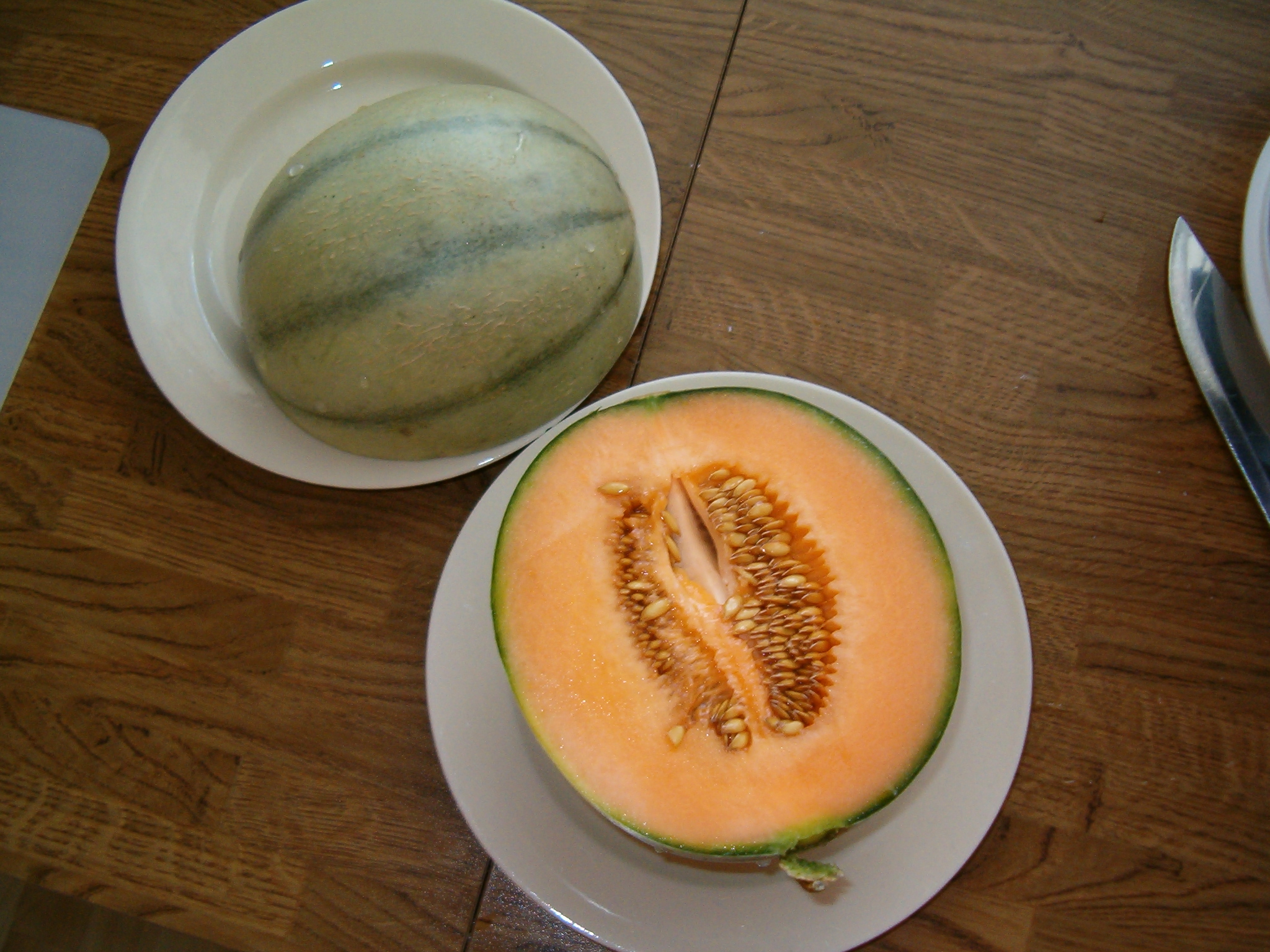
Dưa Charentais (Dưa Charentais)
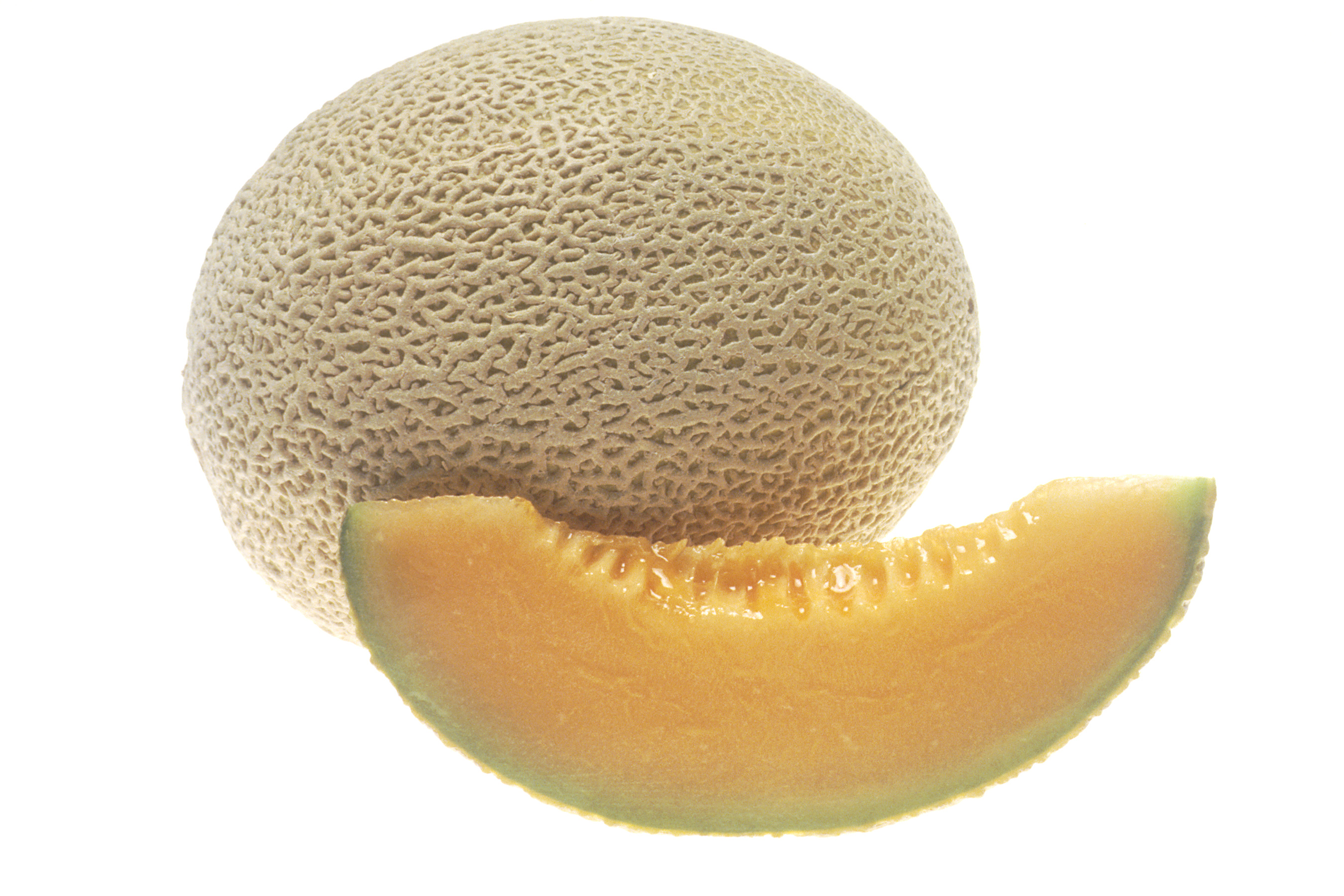
Dưa vàng Tây Mỹ (Dưa vàng Cantaloupe có mạng lưới)
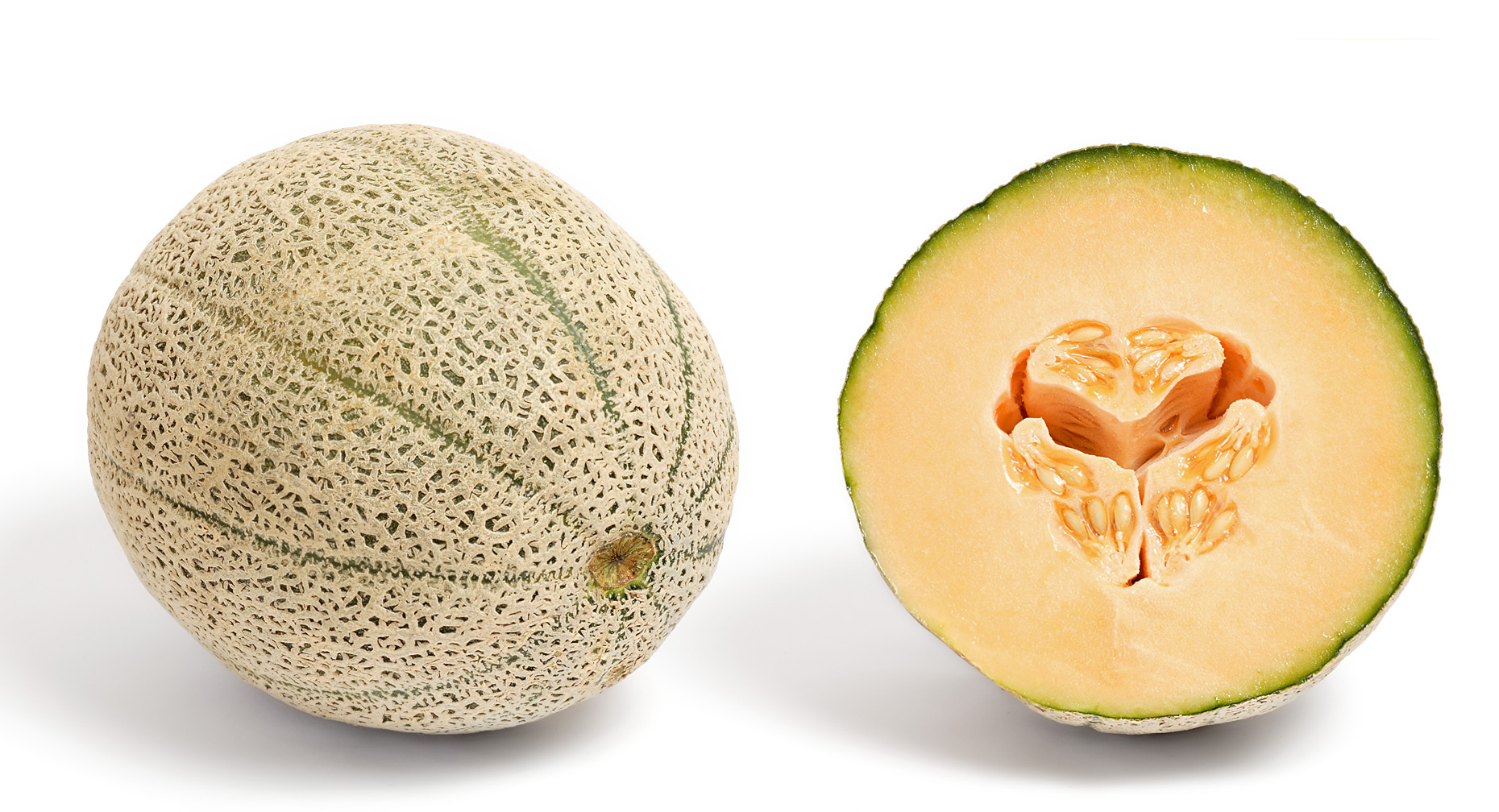
Dưa vàng Đông Mỹ (Dưa vàng Cantaloupe có mạng lưới)